# Culicoides bulbostylus
Culicoides bulbostylus är en tvåvingeart som beskrevs av Khalaf 1961. Culicoides bulbostylus ingår i släktet Culicoides och familjen svidknott. Inga underarter finns listade i Catalogue of Life.